# Sächsisches Krankenhaus Rodewisch, Zentrum für Psychiatrie, Psychotherapie, Psychosomatik und Neurologie
Das Sächsische Krankenhaus Rodewisch, Zentrum für Psychiatrie, Psychotherapie, Psychosomatik und Neurologie (SKH Rodewisch, in Abgrenzung zum Klinikum Obergöltzsch in Rodewisch auch „Untergöltzsch“ genannt) ist ein Fachkrankenhaus mit den Schwerpunkten Psychiatrie und Psychotherapie, Kinder- und Jugendpsychiatrie und -psychotherapie, Neurologie und Forensische Psychiatrie sowie das größere und ältere von zwei Krankenhäusern in Rodewisch. Das SKH Rodewisch ist akademisches Lehrkrankenhaus der Universität Leipzig.
Träger des Krankenhauses ist der Freistaat Sachsen. Neben dem Hauptsitz in Rodewisch existieren zusätzlich drei Tageskliniken in Plauen, Werdau und Annaberg-Buchholz.

## Geschichte

### Gründungszeit

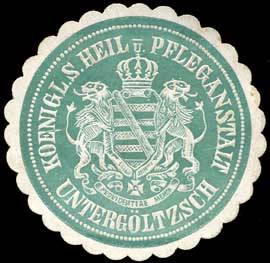
Siegelmarke der Königlich Sächsischen Heil- und Pflegeanstalt Untergöltzsch

Ende des 19. Jahrhunderts kämpften die bestehenden psychiatrischen Landesanstalten mit zunehmender Überfüllung. Aufgrund dessen beschloss der Landtag in Dresden in der Legislaturperiode 1888/89 den Bau einer neuen Heil- und Pflegeanstalt für Geisteskranke. Bei der Wahl des Standortes fand die noch unzureichende psychiatrische Versorgung im Erzgebirge und im Vogtland Berücksichtigung. Als Grundstück wählte man das dem Rittergutsbesitzer und Friedensrichter Hermann August Waltz gehörende Rittergut Untergöltzsch bei Rodewisch. Verkauft wurde das Grundstück zu einem Preis von 135.000 RM. Die Planung und der Bau dieser Einrichtung fielen in die Neugestaltung des „staatlichen Irrewesens“ zwischen 1887 und 1895 im Königreich Sachsen.
Das Sächsische Krankenhaus Rodewisch wurde am 25. Juli 1893 als „Königlich Sächsische Landes-, Heil- und Pflegeanstalt für Geisteskranke zu Untergöltzsch“ eingeweiht. Zum Zeitpunkt der Eröffnung bot die Anstalt etwa 400 Kranken Platz und verfügte über 29 Gebäude. Die meisten davon im Schweizer Stil mit geräumigen hellen Veranden mit gelben, roten oder braunen Backsteinen. In den folgenden Jahren musste die Anstalt bereits erweitert werden, so war sie nun für die Aufnahme von etwa 600 Kranken vorgesehen und bis 1913 entstanden 41 neue Gebäude. Damit wurde die für diese Zeit modernste architektonische Konzeption für psychiatrische Einrichtungen realisiert.

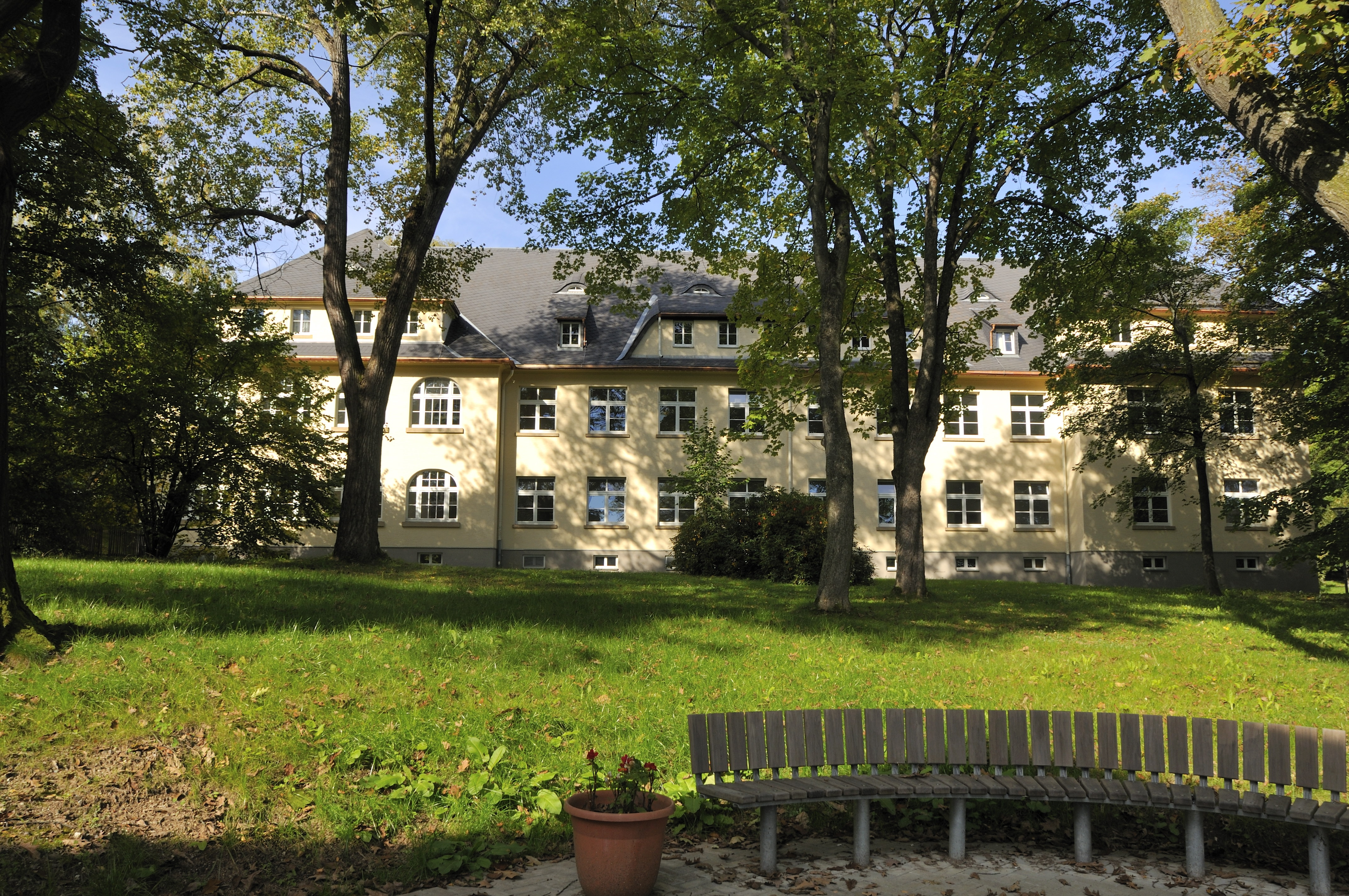
Gebäude der Gerontopsychiatrie

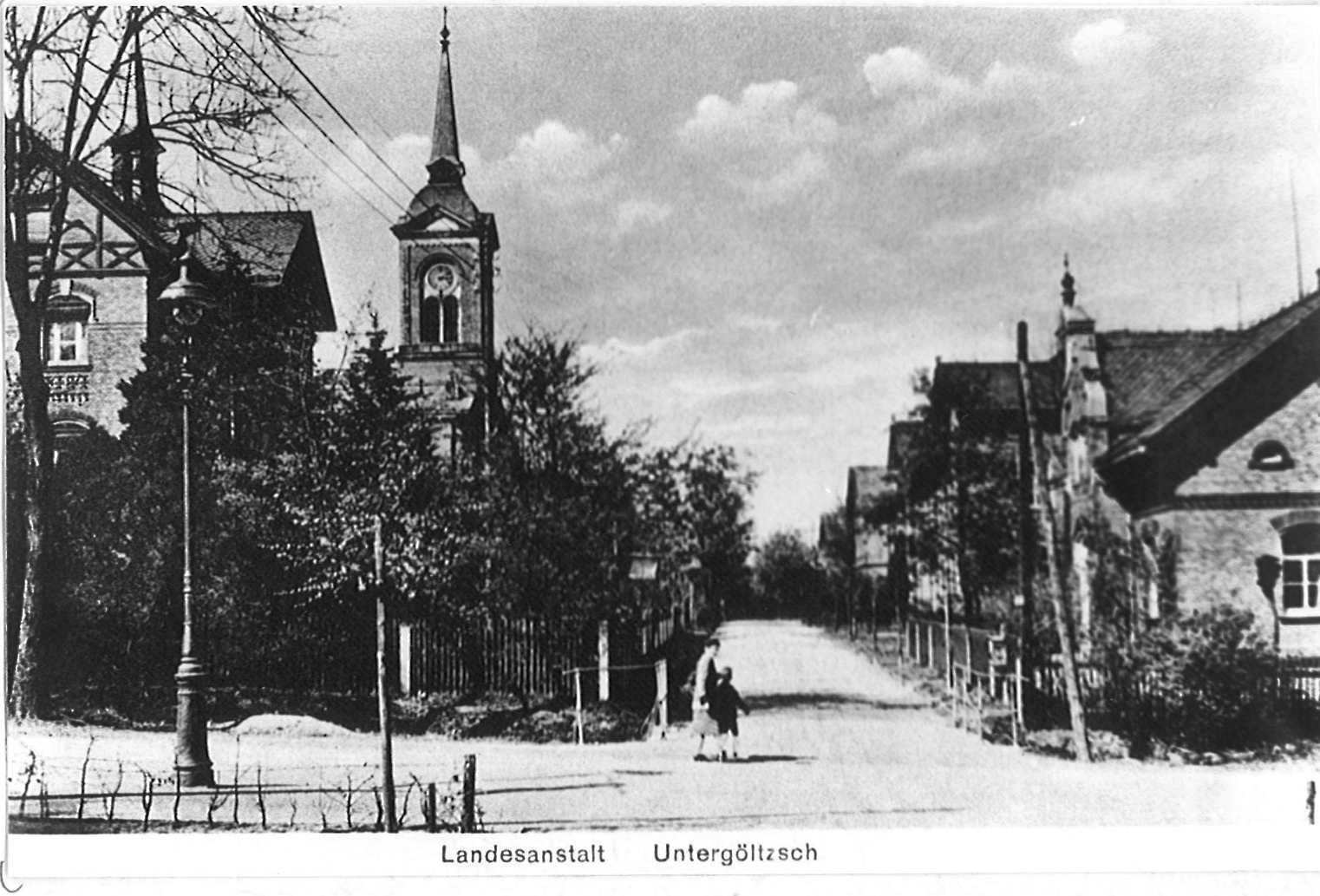
Historische Postkarte mit Blick auf die Geländeseite A des Sächsischen Krankenhauses Rodewisch

Die Anstalt setzte schon damals darauf, mit modernen und humanen Therapien zu heilen und die Würde der Kranken zu achten. Sie verfügte über eine vorbildliche Milieu- und Soziotherapie. Des Weiteren bestand eine extramurale Arbeitstherapie. Die fortschrittliche Anstalt erwarb sich im In- und Ausland einen guten Ruf. Zu den bekanntesten Besuchern gehörten König Friedrich August von Sachsen am 2. Juli 1908 und Robert Koch. Frauen und Männer wurden getrennt therapiert. Weiterhin wurden die Kranken – je nach sozialem Status – in unterschiedliche Verpflegklassen eingeteilt.

### Erster Weltkrieg und Zweiter Weltkrieg
Während des Ersten Weltkriegs, Ende 1917, mussten alle Patienten der Anstalt Untergöltzsch auf die übrigen Einrichtungen Sachsens verteilt werden, weil die Militärverwaltung das Haus als Reservelazarett beanspruchte. Ab 1920 wurde die Anstalt wieder ihrem eigentlichen Zweck zugeführt.
Nach dem Ende des Ersten Weltkriegs galt es vorrangig, die Kriegsschäden zu beseitigen. Umfangreiche Neuanschaffungen waren nötig, denn der Bestand an Bekleidung, Bettwäsche, Matratzen und anderen Wirtschaftsgütern war stark dezimiert. Die Direktion bemühte sich deshalb intensiv, durch organisierte Arbeitstherapie die Kranken nicht nur sinnvoll zu beschäftigen, sondern auf diese Weise auch ökonomischen Nutzen zu erzielen und Werte zu schaffen. 1922 bestand das Personal für etwa 550 Kranke aus 3 Ärzten, 29 Pflegern, 45 Schwestern, 17 „Wärterinnen“ und 3 Hausmädchen.
Mit der Errichtung der faschistischen Diktatur 1933 brach in Deutschland für die Psychiatrie das düsterste Kapitel der Geschichte an. In den Landesanstalten kam es zu Einschränkungen der offenen und freizügigen Behandlung der Geisteskrankheiten. Höhepunkt der Gewalt gegen psychisch Kranke und Behinderte waren die Massenvernichtungsmaßnahmen. Unmittelbar nach der Machtergreifung Hitlers wird 1933 das „Gesetz zur Verhütung erbkranken Nachwuchses“ verabschiedet. Auch in der Landesanstalt Untergöltzsch wurden Patienten aufgrund dieses Sterilisationsgesetzes zwangssterilisiert. Im Zuge des „Euthanasieprogramms“ (Aktion T4) wurden mehrere hundert Kranke aus Untergöltzsch in der NS-Tötungsanstalt Sonnenstein bei Pirna ermordet. Zugleich wurden Häuser für eine Lungenstation sowie das Kreisstift (Altersheim) Obergöltzsch geräumt.
Während des gesamten Krieges verschlechterten sich die Behandlungs- und Unterbringungsbedingungen für die Patienten kontinuierlich. Gegen Ende des Zweiten Weltkrieges trug die Anstalt Untergöltzsch eher den Charakter einer Verwahreinrichtung.
Nach Kriegsende 1945 wurde erneut mit dem Wiederaufbau der Anstalt begonnen. Schon bald konnten wieder etwa 450 Patienten betreut werden. Bei der Volkszählung am 3. November 1945 lebten auf dem Anstaltsgebiet 743 Personen, davon 556 Kranke. Von 1947 bis 1956 führte die Einrichtung die Bezeichnung „Krankenanstalten Rodewisch“. Trotz Mangel an Ärzten und Pflegepersonal stieg die Zahl der Patienten kontinuierlich an; 1949 waren es 780, 1955 bereits 1507 bei ursprünglich geplanten 600 Betten.

### Mitte der 1950er: Medizinischer Fortschritt und Öffnung des Krankenhauses
Eine neue Etappe in der psychiatrischen Therapie, die als „Ära der Pharmakopsychiatrie“ bezeichnet wurde, nahm in Untergöltzsch 1956 ihren Anfang.
Dies führte zur Wandlung der Einrichtung von einer Anstalt hin zu einem modernen Fachkrankenhaus. Im Zuge dessen wurde das Haus 1956 auch in „Fachkrankenhaus für Psychiatrie und Neurologie Rodewisch“ umbenannt. Als Träger der Einrichtung fungierte der Rat des Bezirkes Karl-Marx-Stadt.
Unter der Leitung des Ärztlichen Direktors Dr. Rolf Walther begannen ab 1955 tiefgreifende Veränderungen in der Krankenhausstruktur. Stationen wurden zunehmend offener geführt, wohnlich eingerichtet, Gitter entfernt sowie neue Therapieformen etabliert.
Für die technische und personelle Organisation brachte das Jahr 1956 eine entscheidende Wende. Mit der Einführung und klinikverbindlichen Anwendung von körperlich wirksamen psychiatrischen Behandlungsmaßnahmen und ihre Komplettierung durch kollektive gruppentherapeutische Verfahren stiegen die Ansprüche, die an das mittlere medizinische Personal gestellt wurden. Deshalb legte man besonderen Wert auf die Qualifizierung und auf eine gründliche theoretische und praktische Ausbildung der Schwesternschülerinnen. Für Ärzte und Pflegepersonal wurden monatliche Fortbildungsveranstaltungen sowie das Drei-Schicht-System eingeführt. Es folgten die Einrichtung eines Pförtnerdienstes und eine durchgehend besetzte Telefonzentrale.
Ein Jahr später 1957 eröffnete die Poliklinik, um eine Nachbetreuung der stationär entlassenen Patienten zu gewährleisten. Darüber hinaus entwickelte sich im selben Jahr aus einer Station für Kranke mit chronischen Nervenleiden eine moderne diagnostisch-therapeutische neurologische Fachabteilung. Ihr standen eine Röntgendiagnostik, eine Neuroelektrodiagnostik, eine physiotherapeutische Abteilung sowie ein neurochemisches Labor zur Verfügung. Im selben Jahr wurde ein neues Röntgengerät D 500 mit drei Arbeitsplätzen installiert. Eine wesentliche qualitative Verbesserung erfuhr die Abteilung 1968 durch die Inbetriebnahme eines aus Schweden importierten Spezial-Röntgenaufnahmegerätes nach Schönander. Parallel dazu erfolgte erstmals in der Frauenabteilung mit dem Haus B7 eine Dreiteilung der Krankenbereiche in Aufnahme, Behandlung und Entlassung.
1963 fand im Krankenhaus eine internationale Tagung statt, in deren Ergebnis die Rodewischer Thesen formuliert wurden.
Im April 1966 wurde die seit 1954 im Krankenhaus integrierte kinder- und jugendpsychiatrische Abteilung, die sich bis dahin im Gebäude B9 befand, nach Bad Reiboldsgrün verlegt. Im November 1966 wurde die Tagesklinik und im Dezember 1976 die Psychotherapeutische Abteilung eröffnet.
Zum Zeitpunkt der Wende 1989 verfügte das Krankenhaus über 933 Betten und war für die Versorgung von 14 bis 15 Landkreisen zuständig.

### Entwicklung seit 1990
Nach der Wende wurde das Krankenhaus in die Trägerschaft des Freistaates Sachsen, heute vertreten durch das Sächsische Staatsministerium für Soziales und Gesellschaftlichen Zusammenhalt, übernommen und erhielt den Namen „Sächsisches Krankenhaus für Psychiatrie und Neurologie Rodewisch“. In dieser Zeit des Umbruchs wurde in Sachsen mit der Reformierung der psychiatrischen Versorgung begonnen. Hierbei wurden auch wieder die Ziele der Rodewischer Thesen verfolgt. 1991 wurde die kinderpsychiatrische Klinik in Bad Reiboldsgrün vom Land übernommen und erhielt zunächst die Bezeichnung „Sächsisches Krankenhaus für Kinder- und Jugendpsychiatrie Bad Reiboldsgrün“. In den folgenden Jahren wurde systematisch die Eingliederung in das SKH Rodewisch vorbereitet. Seit 1. Januar 1998 war die Klinik in Bad Reiboldsgrün wieder eine Abteilung des Rodewischer Krankenhauses.
Zwischen 1991 und 1993 wurden mit beträchtlichen finanziellen Mitteln von ca. 40 Mio. DM im Krankenhaus erhebliche Verbesserungen erzielt. So konnte z. B. im November 1992 ein neues Küchen-, Wirtschafts- und Verwaltungsgebäude seiner Bestimmung übergeben werden. Im Jahr 1993 wurde die Einrichtung in „Sächsisches Krankenhaus für Neurologie und Psychiatrie“. In den folgenden Jahren sank der Bettenbestand durch Auflockerung und Enthospitalisierung. Die einstigen Schlafsäle wurden durch Ein- und Zweibettzimmer ersetzt. Waren in den 1950er Jahren noch über 1500 Patienten untergebracht, so verkleinerte sich die Bettenzahl nun auf etwa 635. Gleichzeitig erhöhte sich der Personalbestand in fast allen Berufsgruppen von 370 auf 429.
Unter großer Beachtung und teilweise erheblicher Kritik in der Öffentlichkeit wurde am 10. April 1996 die Forensische Abteilung im Haus A15 eingeweiht.
Im Dezember 2001 wurde eine kinder- und jugendpsychiatrische Tagesklinik in Plauen mit 10 Plätzen eröffnet. Mit einem Gesamtfinanzierungsaufwand von 1,8 Mio. DM entstand eine Einrichtung, deren Anliegen es ist, die familien- und wohnortnahe kinder- und jugendpsychiatrische Versorgung für die Stadt Plauen und den Vogtlandkreis zu verbessern. Am 13. Oktober 2003 fand die Einweihung des Gebäudes B1 statt. Von nun an befanden sich die neurologische Station, Neurophysiologie, Radiologie, Neurologische Ergotherapie und die Logopädie unter einem Dach. In den Bau investierte der Freistaat Sachsen rund 6 Mio. Euro. Ein Jahr danach weihte man den Neu- und Erweiterungsbau A11/A12 der Forensischen Klinik ein. Mit dieser Eröffnung wurde die Periode des Aufbaus der Forensischen Psychiatrie im Regierungsbezirk Chemnitz vollendet. Gleichzeitig erfolgte der Umbau der ehemaligen Kirche A6 zu einer modernen Sporthalle. Den vorläufigen Abschluss der umfangreichen Bautätigkeiten bildete die feierliche Übergabe und Einweihung der sanierten und erweiterten Gebäude B8 und B8a der Klinik für Kinder- und Jugendpsychiatrie und Psychotherapie im Jahr 2004. Die kinder- und jugendpsychiatrische Tagesklinik in Annaberg-Buchholz wurde ein Jahr später an das SKH Rodewisch übergeben. Seit 2016 ist die ambulante Versorgung der Patienten im renovierten Gebäude B14 möglich. Seit 2021 verfügt das Krankenhaus zudem noch über eine erwachsenenpsychiatrische Tagesklinik in Werdau.
Ende 2023 wird mit der Neubau des Gebäudes B22 bezogen. Mit diesem erhalten die bisherigen Stationen für psychisch kranke Menschen mit geistiger Behinderung sowie die Schwerpunktstation für psychotische Erkrankungen ein neues Domizil.
Mit dem neuen Krankenhausplan ab Januar 2024 erhält das Sächsische Krankenhaus eine weitere Bettenerhöhung: Die stationären Behandlungsplätze in der kinder- und jugendpsychiatrischen Klinik werden um 20 Betten auf 70 angehoben, weiterhin werden 10 Plätze für eine kinder- und jugendpsychiatrische Tagesklinik am Standort Rodewisch genehmigt.

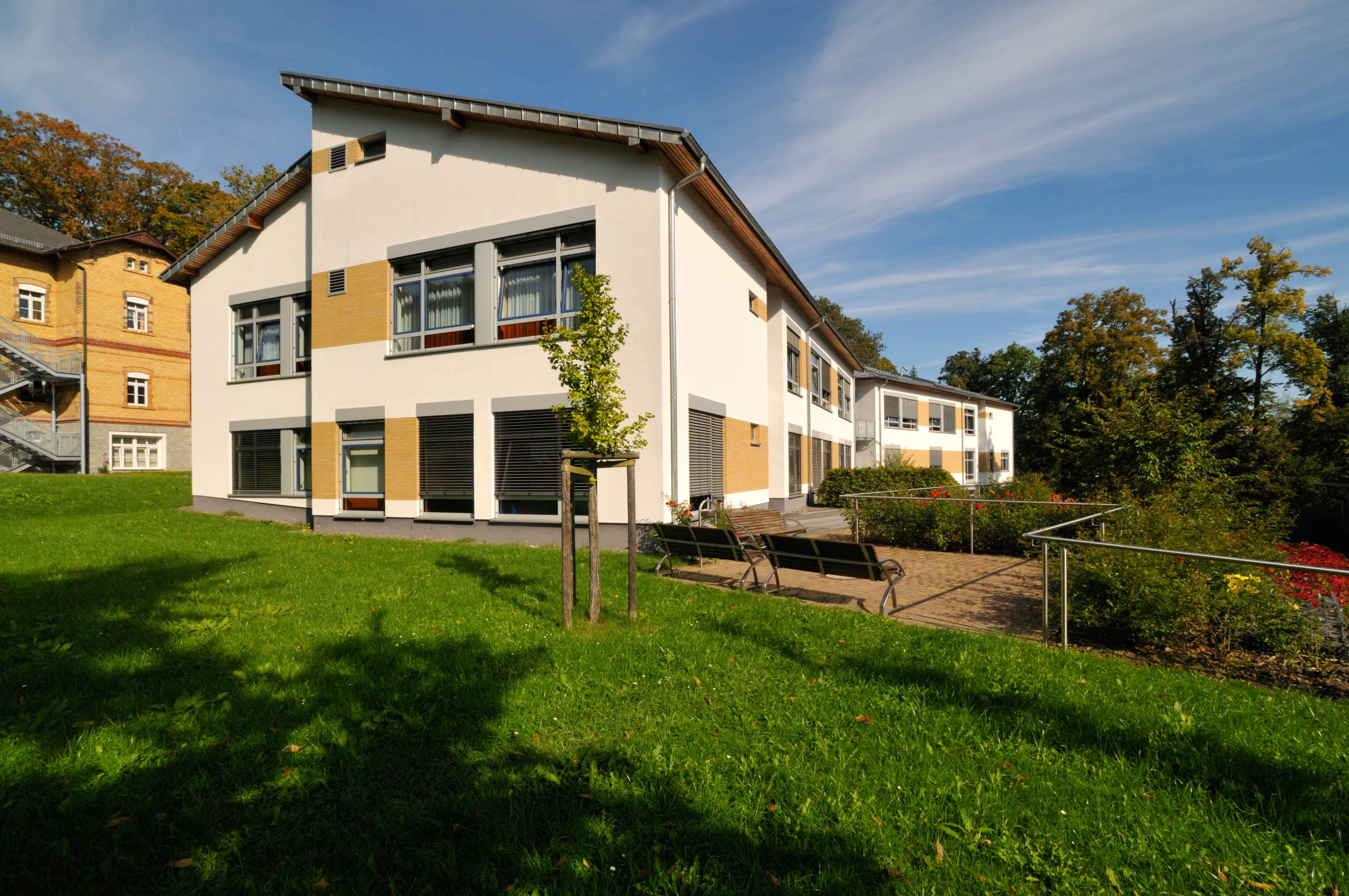
Außenansicht der Neurologischen Klinik des Sächsischen Krankenhauses Rodewisch

## Rodewischer Thesen
Schon 1956 wurde im „Betriebseigenen Plan“ des Fachkrankenhauses Rodewisch festgehalten, „die Einrichtung zu einer modernen psychiatrischen und neurologischen Klinik zu entwickeln, die in der Lage ist, sämtliche international zum Standard gewordenen therapeutischen Maßnahmen anzuwenden“. Dazu wurden unter anderem folgende Schritte vorgesehen: Aus- und Fortbildung des Personals mittels eines mehrstufigen Programms, Einführung eines Dreischichtsystems, Aufbau einer physiotherapeutischen und die Profilierung der neurologischen Abteilung. Besonderes Augenmerk lag jedoch auch auf den Punkten „Auflockerung der überbelegten Krankenabteilungen“, „Differenzierung der einzelnen Stationen nach Krankheitssymptomatik und Chronifizierungs- bzw. Schweregrad“, „Verbesserung der ambulanten psychiatrischen Versorgung“ und „Entwicklung der Arbeitstherapie“. In den folgenden Jahrzehnten wurde die Überbelegung, die 1957 noch 1500 Betten betrug, schrittweise reduziert. „Die Pionierleistung der Rodewischer Einrichtung […] [wurde] im In- und Ausland mit großem Interesse aufgenommen […] und hat dazu beigetragen, dass seit etwa Anfang der 60er Jahre auch andere psychiatrische Großkrankenhäuser in der DDR mit der Reorganisation begannen. In Würdigung dieser bedeutenden Verdienste um das Gesundheitswesen […] wurde auf Beschluss der Gesundheitsministerien der DDR und befreundeter sozialistischer Länder Rodewisch als Tagungsort für ein Symposium über psychiatrische Rehabilitation bestimmt.“
Das Krankenhaus war vom 23. bis 25. Mai 1963 Tagungsort des 1. Internationalen Symposiums über Psychiatrische Rehabilitation. Etwa 120 Ärzte und Wissenschaftler aus neun Ländern nahmen daran teil. Abschließend wurden einstimmig wissenschaftlich begründete Therapieempfehlungen verabschiedet. Diese gingen in die Geschichte der Psychiatrie als „Rodewischer Thesen“ ein. Grundzüge waren die Forderung der Abschaffung der so genannten „Verwahrpsychiatrie“, die soziale Integration der Kranken und der Aufbau ambulanter und teilstationärer Dienste. Im Mittelpunkt stand jedoch die Rehabilitation psychisch akut und chronisch Kranker. Der Begriff „Rehabilitation“ bezieht sich aus damaliger Sicht im Vergleich zu heute nicht nur auf die berufliche Wiedereingliederung, sondern beinhaltet vielmehr die sozialen Aspekte einer Rehabilitation: Soziale Teilhabe und vor allem Toleranz gegenüber psychisch Erkrankten bei der Bevölkerung. Mit diesen Thesen wurden wichtige Impulse für die Psychiatriereformen in Ost und West benannt. Erstmals wurden hier die zentralen Gedanken der deutschen Psychiatriedebatte formuliert, die auch die Entwicklung der Sozialpsychiatrie in der Bundesrepublik Deutschland beeinflussten. Noch heute finden sie Erwähnung in sämtlicher Literatur zur Psychiatriegeschichte. Über 120 Ärzte und Wissenschaftler aus neun Ländern nahmen teil (UdSSR, DDR und „befreundete sozialistische Länder“, BRD, Frankreich und Kanada), die Vorträge wurden ins Russische, Französische und Deutsche übersetzt.
Die Rodewischer Thesen gaben die konzeptionelle Basis für eine moderne Psychiatrie, jedoch blieb eine umfangreiche Reform aus. Dennoch führten sie zu kleinen Teilerfolgen in der DDR: In vielen psychiatrischen Einrichtungen, nicht nur in Rodewisch, wurden die Gitter von den Fenstern entfernt, Stationen zunehmend offen geführt und Rehabilitationsprogramme auf den Weg gebracht. Beachtenswert sind auch die beruflichen Rehabilitationsmöglichkeiten für psychisch Kranke in der DDR.

### 1. Teil: Rehabilitation
- Erstes Ziel ist die soziale Wiedereingliederung.
- In der Behandlung der Kranken muss von Anfang an der Rehabilitationscharakter erkennbar sein. Die soziale Wiedereingliederung wird als ärztliche Aufgabe anerkannt und durch klinisch-medikamentöse Therapie in Verbindung mit sozial wirksamen Heil- und Betreuungsmethoden erreicht.
- Man darf sich nicht mit der Chronifizierung von Krankheiten abfinden.
- Bei chronisch Kranken sollten stärker als bisher klinische Heilmaßnahmen zur Anwendung kommen. Man sollte sich nicht mit der Auffassung von Irreparabilität abfinden.

Die Ziele sollten durch folgenden Maßnahmen erreicht werden:
1. Komplexe Therapie: Kombination aus neuroleptischen Psychopharmaka, Arbeitstherapie und gruppenpsychotherapeutischen Verfahren. Psychopharmaka sollen kurzzeitig hoch dosiert und langfristig niedrig dosiert unter ständiger ärztlicher Kontrolle gegeben werden.
2. „Optimale Therapie kommt nur unter optimalen Bedingungen zur Wirkung“: Alle psychiatrischen Krankenhäuser sollten ihre allgemeinen Bedingungen, unter denen sie therapieren, überprüfen. Psychisch Kranke sollen nicht „anders“ als anderweitig Erkrankte im Krankenhaus behandelt werden. Akut und chronisch Kranke werden auf offenen Stationen geführt.
3. „Das umfassende Sicherungsprinzip der Heil- und Pflegeanstalt muss einem umfassenden Fürsorgeprinzip des Fachkrankenhauses weichen.“
4. Akut und chronisch Kranke sollen stationsweise getrennt werden, ebenso soll eine Differenzierung von Jugend- und Altersstationen vorgenommen werden.
5. Haushalts- und Stellenpläne müssen an die der allgemeinen Krankenhäuser angepasst werden, um die moderne und komplexe psychiatrische Therapie durchführen zu können.
6. Im Rahmen der Entwicklung eines umfassenden Nachsorgeprogramms soll die Zusammenarbeit mit Produktionsbetrieben verbessert werden. Arbeitsplatzstudien sollen ermöglicht werden.
7. Übergangslösungen zwischen Arbeitstherapie und voller Erwerbsarbeit sollen geschaffen werden.
8. Innerhalb der Bevölkerung soll eine höhere Toleranz gegenüber psychischen Erkrankungen erreicht werden, mit dem Ziel der Prophylaxe, Früherkennung und -behandlung.
9. Amtliche oder gesetzliche Zwangsmaßnahmen gegenüber psychisch Kranken sind auf ein Minimum zu beschränken sowie Gesetze und Verordnungen dahingehend zu überarbeiten. Die Bedeutung einer humanen Grundhaltung wird hervorgehoben, psychisch Kranke sollen nicht in der Öffentlichkeit diffamiert werden.
10. Ein intensiver Erfahrungsaustausch im Bereich psychiatrische Rehabilitation auf internationaler Ebene soll durch die Gesundheitsministerien gefördert werden. Forschungsaufträge sollen an psychiatrische Facheinrichtungen vergeben werden.
11. Möglichkeiten und Bedingungen einer umfassenden medizinisch-sozialen Rehabilitation für akut und chronisch Kranke sollen im Hochschulunterricht umfassender darstellt werden. Jeder Facharzt für Psychiatrie und Neurologie sollte vor Übernahme einer selbstständigen Tätigkeit mindestens ein Jahr in einer Hochschulklinik und einem psychiatrischen Krankenhaus im Rahmen der Ausbildung tätig gewesen sein.

### 2. Teil: Empfehlungen zur Arbeitstherapie
Im Symposium wurde die wichtige Rolle der Arbeitstherapie als Teil der Komplextherapie bei psychischen Erkrankungen betont. Das Hauptaugenmerk liege nicht „auf der Quantität und der Qualität der Produktion, sondern auf dem individuellen Erlebnis, wieder tätig zu sein und etwas zu schaffen [...].“
Notwendig sei der frühestmögliche Einsatz der Arbeitstherapie, unter Umständen schon während der körperlichen und medikamentösen Behandlung. Das ärztliche Ziel ist, über die Arbeitstherapie eine frühestmögliche Entlassung des Kranken zu erreichen. Bestenfalls führe die Arbeitstherapie zu einer Wiedereingliederung in den Arbeitsprozess. Die Therapie soll möglichst von ausgebildeten Arbeitstherapeuten angeleitet werden, hierfür soll der Ausbildungsgang und das Berufsbild des Arbeitstherapeuten festgelegt werden.
Zu den verschiedenen Therapieformen können u. a. auch landwirtschaftliche Tätigkeiten sowie Teilfertigungen für Industriebetriebe gehören. In jedem Fall dürfen diese aber nicht an Produktionsauflagen und Termine gebunden sein. Betriebe, die diese Patientenarbeit in Anspruch nehmen, müssen eine entsprechende Vergütung an die Einrichtung zahlen, von der ein angemessener Teil in die Patientenbetreuung zurückfließt.
Patienten, deren psychischer Gesundheitszustand sich durch die Komplextherapie gebessert hat, die aber nicht in das häusliche Milieu entlassen werden können, sollen in eine beschützende Umgebung entlassen werden, wie z. B. landwirtschaftliche Kollektive oder Wohnheime mit Arbeitsmöglichkeiten in Industriebetrieben. Außerdem soll die weitere Einrichtung von Heilwerkstätten geplant werden.

### 3. Teil: Empfehlungen zur Kinder- und Jugendpsychiatrie
Dieser Teil wird heutzutage von Experten kritisch bewertet. Im Bereich Kinder- und Jugendpsychiatrie sahen die Symposiumsteilnehmer eine völlige Neuorientierung auf dem Gebiet des „Schwachsinns“ als erforderlich an, weil u. a. durch den Rückgang der Säuglingssterblichkeit mehr geschädigte Kinder am Leben blieben und andererseits in den letzten Jahren bedeutende Entdeckungen im Bereich der „Schwachsinnsforschung“ gemacht wurden, die neue prophylaktische und therapeutische Wege aufzeigten. Weiterhin müsse die wissenschaftliche Erforschung von Ursachen, Behandlungs- und Erziehungsmethoden intensiviert werden. Es wurde gefordert, dieses Spezialgebiet mehr zu fördern und verstärkt Betten- und Behandlungskapazitäten zu schaffen.
Zwei wesentliche Ziele für die Kinderpsychiatrie wurden herausgearbeitet:
- Aufbau eines Früherfassungssystems aller auffällig werdenden Kinder
- Einrichtung von Beobachtungskliniken mit einem multiprofessionellen Team

Infolge dieser Empfehlungen wurden in den folgenden Jahren etliche ehemalige TBC-Heilstätten in so genannte „Fachkliniken für Kinder- und Jugendneuropsychiatrie“ umgewandelt, wie auch die bereits erwähnte Klinik in Bad Reiboldsgrün.